# 伊勢音頭恋寝刃
『伊勢音頭恋寝刃』（いせおんどこいのねたば、伊勢音頭恋寝釼とも）とは、歌舞伎の演目のひとつ。全四幕。寛政8年（1796年）7月、大坂角の芝居にて初演。近松徳三ほか作。通称『伊勢音頭』。また歌舞伎から人形浄瑠璃にもなっており、同名の外題で上演されている。別題『伊勢謣恋湊』（いせおんどこいのみなと）。

## あらすじ

### 序幕

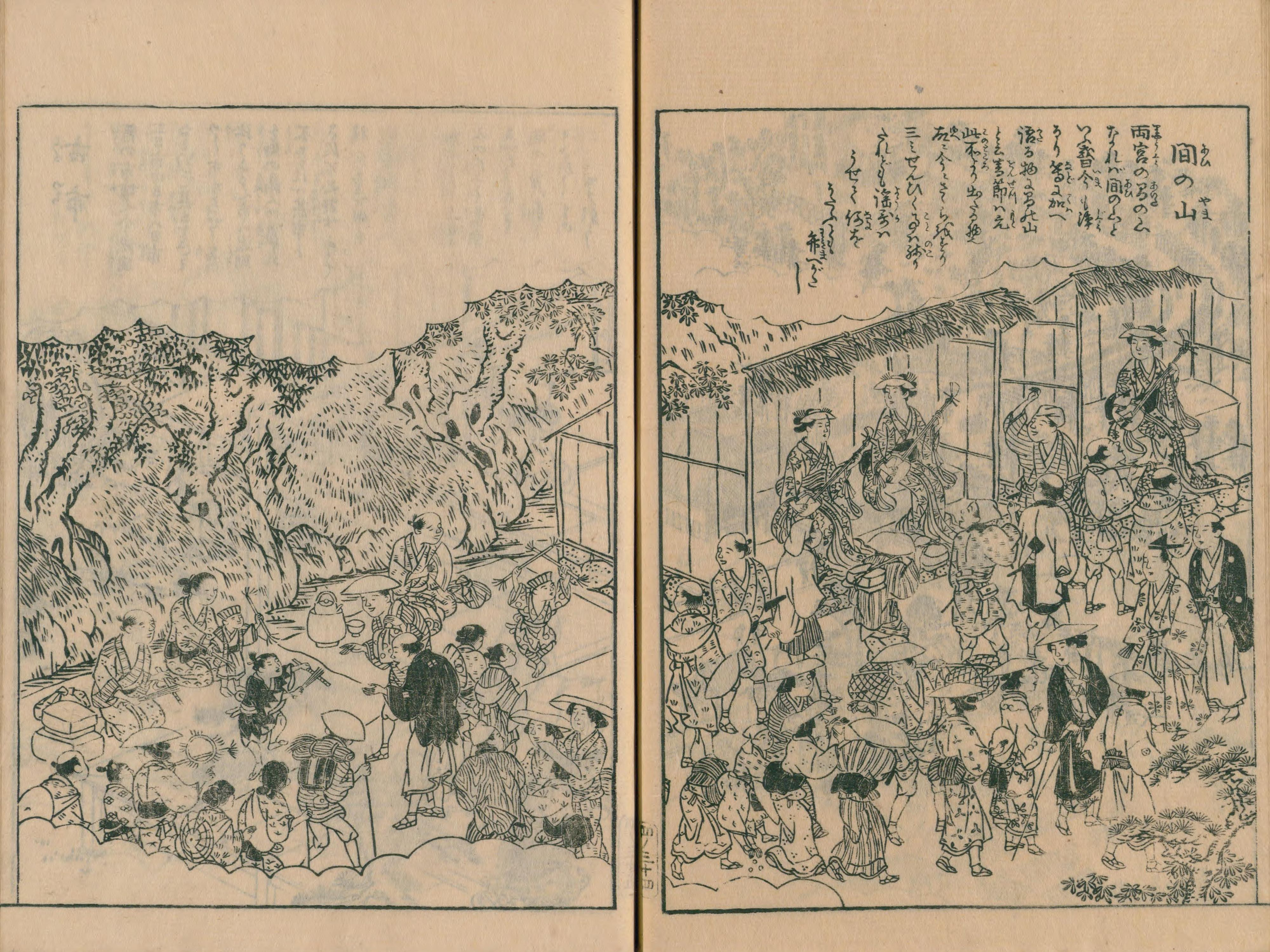
『伊勢参宮名所図会』（寛政9年刊行）巻之四より「間の山」（相の山）の図。ここでは当時、お杉、お玉と呼ばれる女芸人たちが図のように小屋掛けで三味線を弾き、間の山節を唄うことがあった。このお杉とお玉は『伊勢音頭恋寝刃』の序幕「相の山」にも幕開きに登場している。

（相の山の場）阿波の大名家の家老今田九郎右衛門の息子万次郎は、主家より名刀といわれる青江下坂の刀を求めて献上するようにとの命を受けていた。その刀をさらに将軍家へ献上するためである。青江下坂の刀を万次郎は伊勢で見つけ、一旦はこれを買い取ったが、若いこととて伊勢の遊郭で遊んでしまい、その掛かりに刀をふたたび質に手放してしまった。
そうして万次郎は、今日も伊勢神宮近くの参詣道である相の山で家来の横山大蔵と桑原丈四郎、馴染みの遊女お岸や仲居、幇間など連れ、伊勢参詣を口実に遊山の途中である。伊勢の神領を治める代官で万次郎の叔父である藤浪左膳が現れ、刀のことを忘れて遊ぶ万次郎の身持ちを諌める。
左膳はその場を去り、万次郎は奴の林平とともに刀を取り戻す思案に暮れる。青江下坂の刀を質にして金を借りた胴脈の金兵衛という男は、刀を持って姿を消したと聞いていたからである。そこにその青江下坂の刀を持った御師と、さらにそれを所望だという侍が通りかかる。それを見た万次郎と林平は刀をこちらに譲るよう御師と侍に頼む。だがその刀は青江下坂ではなかった。侍は偽物を売りつけようとした御師に怒り責め、万次郎たちは致し方なくその場を去った。
二人きりになった御師と侍。そこへ大蔵と丈四郎が来て、「岩次どの、首尾はどうじゃ」と声をかける。侍は「まんまと折紙はすりかえて、この通りじゃ」と懐中より青江下坂の折紙（鑑定書）を出して見せた。侍は万次郎から、どさくさにまぎれて折紙を偽物とすりかえていた。
（妙見町宿屋の場）ここは伊勢山田妙見町にある宿屋である。藤浪左膳はここに供も連れずひとりで訪れ、御師の福岡貢の帰りを待っていた。
福岡貢が宿に帰ってきた。貢は左膳の使いにより、万次郎の父九郎右衛門のもとへ行っていた。九郎右衛門は国許を出て鎌倉へと向う途中である。津のあたりを行く途中の九郎右衛門に貢は左膳からの書状を渡し、その返書と伝言を預かっていた。貢は左膳に九郎右衛門からの書状を渡し、その言葉を伝えた。だが貢は、九郎右衛門から「願い叶わずば、再び国へは帰らぬ心底」と聞いて不穏なものを感じ、それについて左膳に問う。すると左膳は次のように貢に語った。
今阿波の家中ではお家騒動が起こっており、当主の伯父に当る大学がお家を乗っ取ろうしている。そこで九郎右衛門が鎌倉に下り、大学を押し込め隠居にしてくれるよう願いに行っているのである。九郎右衛門のせがれ万次郎は、大事な刀を遊興の質に入れてしまうような不所存者だが、これを貢が匿い、首尾よく刀を取り戻し帰国させてくれるよう貢に左膳は頼む。貢の親は九郎右衛門のもと家来で、貢は幼少のときに鳥羽に移り住み、今は御師福岡孫太夫の養子となっている。また左膳の妹も九郎右衛門の妻であり、そうした縁からも貢は左膳の頼みを快く引き受けるのだった。
そこに万次郎と林平が来て話に加わる。だが万次郎の所持していた折紙が偽物とすりかえられていたことが発覚する。左膳は、九郎右衛門より大学の家来である徳島岩次という者が当地に入り込んだと聞いていた。察するところその折紙を奪ったというのは徳島岩次の一味であり、刀と折紙の紛失を理由に万次郎を罪に落とし、親の九郎右衛門もそれにより蟄居させようという企みに違いないと話す。皆は林平を残して奥へと入った。
それまでの話を岩次の一味である大蔵、丈四郎が聞いていた。同じく一味の角太郎も出てきて、岩次宛ての大学の書状を大蔵に渡す。この上はあるじ大学にとって邪魔な左膳を殺そうと奥へ忍び入り、大蔵は岩次へ書状を届けに行こうとする。だが大蔵たちの様子を隠れて伺っていた林平がその前を立ちはだかり、書状を奪おうとし、書状は千切れて半分が林平の手に残った。奥より貢と万次郎が出て、貢の住まい二見村へと行く。万次郎たちと行き違いになった林平は書状を左膳に見せ、左膳はそれを万次郎に届けるよう命じると、林平は大急ぎで万次郎たちを追いかけるため走り去る。

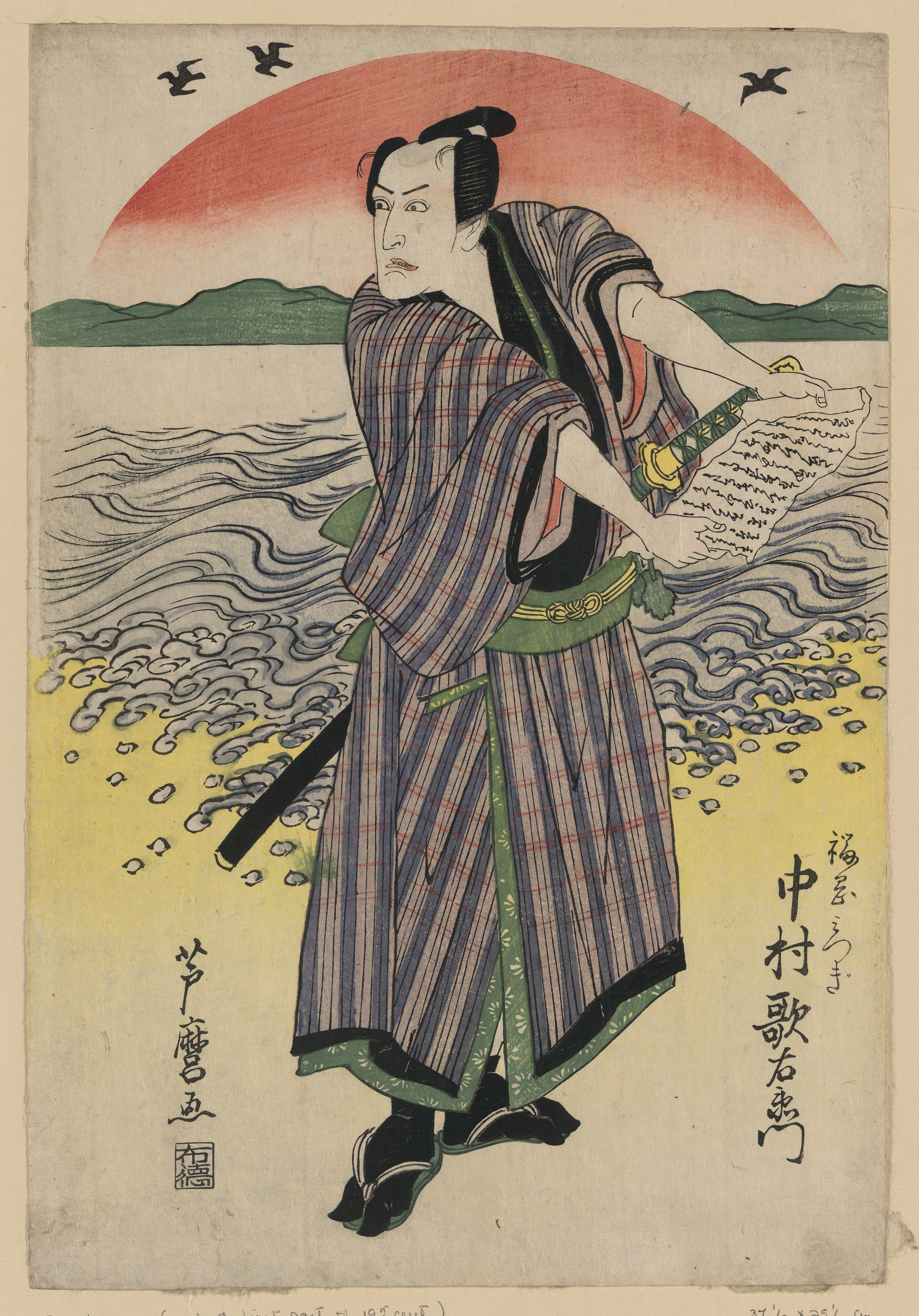
「二見が浦」　三代目中村歌右衛門の福岡みつぎ。文化10年（1813年）3月、大坂中の芝居。芦麿画。

（二見が浦の場）すでに夜、二見が浦の浜沿いを万次郎と貢のふたりは、提灯の明かりを頼りに歩む。そこへ大蔵が大慌てで走り、貢とぶつかる。万次郎は大蔵を見てびっくり、大蔵も万次郎を見てびっくりし、一散に走り去る。林平が追いつき、万次郎たちに最前の書状の半分を渡す。大蔵と丈四郎もその場にあらわれ、暗い中で書状の奪い合いと斬り合いが始まるが、最後は林平が万次郎の手を引いてその場を逃れ、貢が大蔵より書状の残りも手に入れると夜が明けるのだった。

### 二幕目
（大々講の場）御師福岡孫太夫の家では、講中が集まって大々神楽を催している最中である。孫太夫は左膳の指示により、九郎右衛門と同じく鎌倉へと向っており、今は弟の猿田彦太夫とその甥の正直正太夫が留守を預かっている。孫太夫の一人娘である榊は養子に迎えた貢のことを憎からず思っており、孫太夫もいずれ貢を榊と祝言させ家を継がせるつもりだったが、そんな榊に正太夫は岡惚れしている。
太々神楽が終り御師や講中の人々がいなくなったあと、貢とは馴染みになっている伊勢古市の遊女油屋のお紺が姿をやつして訪れ、貢と話をする。油屋の仲居万野が自分と田舎の客との縁を取り持ち、その客にお紺を身請けさせようとしており、貢に惚れているお紺はそれを嫌がっている。しかしその田舎の客が阿波の侍で「岩」と呼ばれていると聞いた貢はもしや徳島岩次か…と疑うが、お紺の話では、その侍は左膳より聞いた岩次の人相とは異なり別人のようだ。彦太夫はお紺を見て誰かといぶかるが、貢はこれは自分の叔母だとごまかし、ふたりは一間のうちに入る。
彦太夫と正太夫はじつは大学の側に与し、養子の貢もこの家から追い出して福岡家を乗っ取ろうと企んでいた。またお紺が叔母ではないことが露見するが、そこへ貢を尋ねに伯母のおみねが来ていた。おみねは事情を察し、お紺を歳の離れた妹だと話すので、彦太夫と正太夫はそれ以上の追及はできず奥へ引っ込む。おみねは自分が持っていた刀を貢に渡す。それは貢たちが尋ね求める青江下坂の刀であった。おみねは、青江下坂の刀が貢の家にとっては因縁のある刀であり、貢の祖父青井刑部は人を斬り切腹、貢の父もそれによって主家より暇乞いをし鳥羽に移り住むようになったと語り、また貢がもと主筋に当る今田家のためにこの刀を探していると聞いたので、自分が買い求め持ってきたのだという。貢はおみねの志に感謝する。
そんなところに胴脈の金兵衛が来た。聞けば青江下坂の刀をおみねに渡したが、その代金百両をまだ受け取っていないという。早く百両を渡せと悪態をつく金兵衛。さらにそこへ彦太夫が、講中より受け取った百両の金がないと騒ぎ立て、正太夫は貢が百両を盗んだ犯人と言いがかりをつけ金を出せと、貢を責める。見かねたおみねは、青江下坂の刀を彦太夫に差し出した。これを紛失した百両の代わりにし、この場を収めてくれるよう頼んだのである。彦太夫と正太夫は徳島岩次がこの刀を探していると聞いていたので、いったんはおみねのいうことを聞いて刀を受け取る。
ところがおみねが神棚の御祓箱を持っていこうとすると、中より小判百両が出てきた。彦太夫と正太夫が貢に罪を着せるため隠していたのである。これに焦る彦太夫と正太夫、おみねは百両が出てきたので刀を返すよう彦太夫に迫る。彦太夫は拒否するが、今度は貢に味方する榊が、正太夫の落とした密書をみなの前に出す。それは岩次が正太夫に宛てたもの。その内容により大学や岩次と通じていたことが露見し、途方にくれた彦太夫と正太夫は、致し方なくおみねに刀を返さざるを得なかった。さらに貢は百両を彦太夫より得、それを渡された金兵衛は帰る。もはや暮れ六つ、貢もおみねから刀を受け取るとすぐに万次郎に届けようと表に出て、お紺とともに走り去るのであった。

### 三幕目
（油屋の場）ここは伊勢古市の遊郭油屋。貢のもとに身を隠していた万次郎は自らも刀と折紙を探そうと、四、五日ほど伊勢や鳥羽を歩き回ったがその行方は知れず、最後に馴染みの遊女お岸が勤める油屋を訪れる。門口で様子を伺うとお岸が出てきて話をするが、そこへ仲居の万野も来て、万次郎が表にいると知り散々いやみを言う。致し方なく万次郎は、ひとまずよそへ行き後ほど貢とここで落ち合おうと立ち去った。
油屋には阿波の侍徳島岩次と阿波の商人藍玉屋北六が逗留しており、お岸はこの北六から、身請けされて自分のものになれと迫られていた。万野もそれを勧めるが、万次郎のことを思うお岸がそれになびくはずもない。やがてお紺を連れて古市の芝居見物に行った岩次が帰ってきた。皆は奥に入る。
貢が油屋に来た。腰には例の青江下坂の刀を差している。この刀を少しでも早く万次郎に渡そうと思ってはいたが、万次郎は貢には断りになしに出かけていたので、その行方を捜していたのである。お岸が出てきて万次郎のことを話す。貢は万次郎の行方を知りその場を立とうとしたが、お岸は万次郎と行き違いになってはいけないからここで待つほうがよいと引き止める。さらに貢は、お紺とお岸が阿波から来た客たちに明日にも身請けされ、阿波に連れて行かれそうになっていると聞く。「お紺さんも私も行かぬ、よい思案はあるまいかいなア」と貢に相談するお岸。しかしその話の途中、遊女たちが北六が呼んでいるとお岸を奥へと連れて行ってしまった。
貢は、徳島岩次や藍玉屋北六がお家乗っ取りを企む大学に加担する者たちとは以前から聞いていた。また刀の他に大切な折紙は岩次が所持していることもわかっていたので、どうにかして折紙を取り返さねばと思案しているところに、万野が奥より出てくる。貢はお紺に会いたかったが、万野は、お紺は今日阿波の客の相手をしているので会わすことはならない、また貢の差している刀を預かろうという。大事な青江下坂を預けては…と貢が困っていると、料理人の喜助が出てきて自分が刀を預かろうと申し出た。じつは喜助は貢の親に中間奉公していた者で、いわば貢にとっては家来筋である。そこで貢が喜助に刀を預けると、それを見た万野は奥へ入った。
貢は、喜助に今預けた刀が青江下坂であり、紛失した折紙も油屋にいる岩次が持っているらしいと喜助に聞かせ、二人は奥へと入る。だがこの二人の話を万野や北六が陰で聞いていた。万野も岩次たちに与しており、貢から刀を盗む相談する。さらに岩次はひそかに貢の刀と自分の刀を持ち出し、互いの刀身を入れ替えた。「貢めが去におる時、そのさっき預けた刀をくれいと抜かすわ…去におったあとに残ったこれ、この刀の身は青江下坂。うまいうまい」といいながら2本の刀を持ち奥へ入るが、この様子を喜助が陰で見ていた。
貢が万次郎が来るのを待っていると、万野にいわれたからとお鹿が来て、思いもよらぬことを語りだす。貢に惚れているお鹿は今まで貢に何度も恋文を送り、その返事も度々貰ったのだという。しかし貢には一向に覚えがない。「一体そりゃ何をいうのじゃ」と貢が否定すると、お鹿は「そりゃ胴欲」と泣き出す。そこへ奥から岩次と北六が、お紺やお岸などを連れて出てきた。
貢はお紺に身に覚えのないことと釈明し、それを聞いて腹を立てるお鹿。お鹿は貢から受け取ったという文には、自分へ金の無心をする内容もあり金も渡したという。貢がその文を見ると自分が書いたものではない。お鹿が貢からという文を直接受け取り、返事と金を渡したのは万野だと聞き、万野が呼ばれる。だが万野も、自分は貢とお鹿から文を受け取って双方に渡しただけ、金も貢に手渡したと言い張るばかり。結局は貢がお鹿を騙したことになり、北六たちは貢を馬鹿にしてあざ笑った。
しかしお紺はそんな貢を庇うどころか「滅多に潔白には云われますまい」と貢をなじり、「女を騙して金を取るような貢と思うかい」という貢に対して「いえいえもう何も云うてくださんすな、聞きとうござんせぬ」、さらに刀を得ればその功によって侍になる貢を「わしゃ侍が嫌い、町人がよいわいなア」とまで言う。このあまりの言い草に貢はすっかり腹を立て、「侍が嫌いなら、おれも町人は嫌いじゃ」と帰ろうとする。そのとき喜助が預かっていた刀を持ってきて貢に渡す。貢は万野に表へ突き出され、お鹿が「わしを騙したわけ立てさせんせ」と縋り付くが、不機嫌極まる貢は「エエ知らぬわい」とお鹿を蹴飛ばし、万次郎を尋ねに走り去った。喜助の渡した刀とは岩次の刀で、すなわち中身は青江下坂。岩次が刀の中身をすりかえるのを見ていた喜助は、わざと間違えたふりをして岩次の刀を貢に渡したのだったが、怒りに我を忘れた貢は刀の拵えが違うのに気がつかなかった。

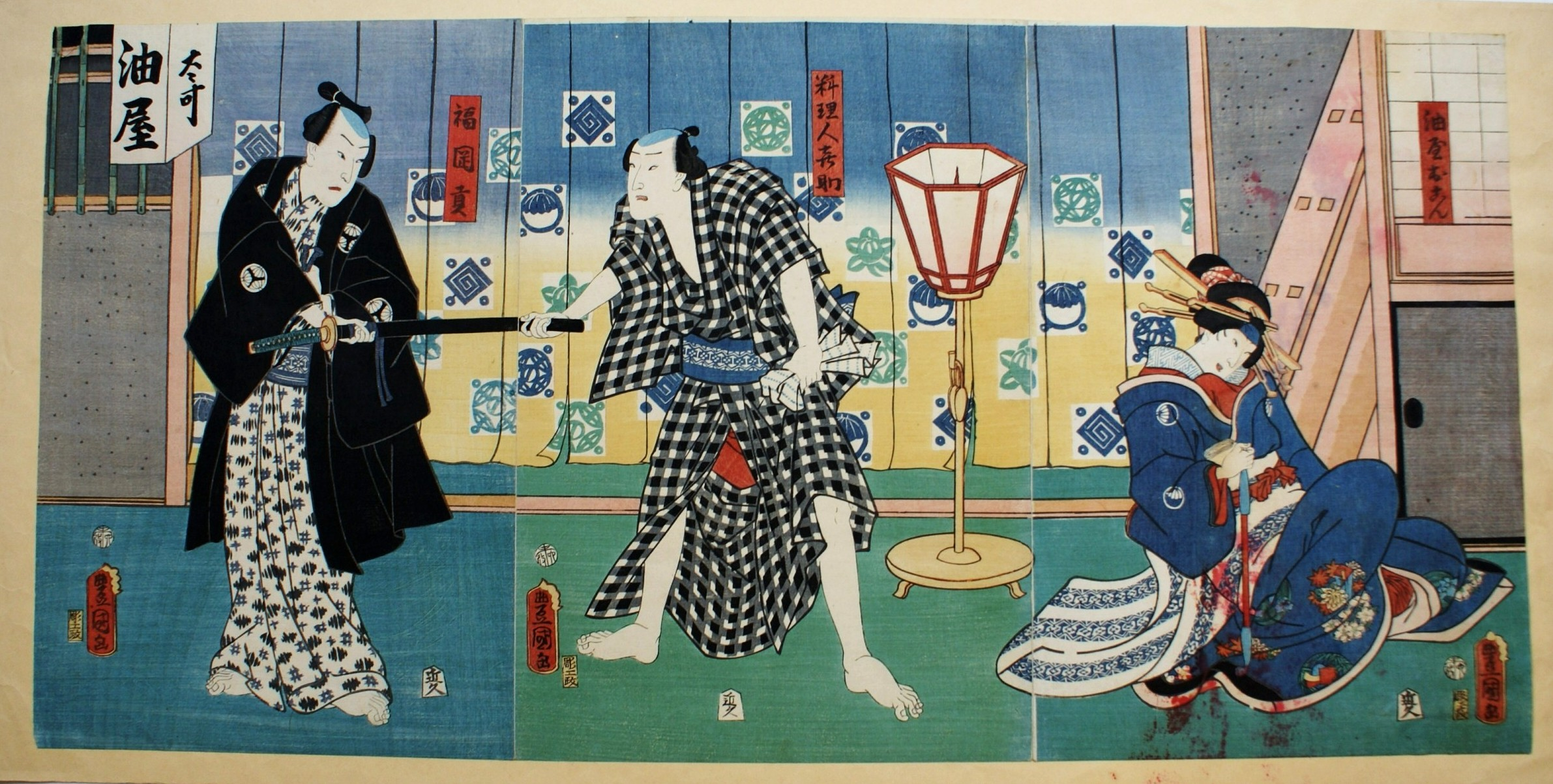
「油屋」　お紺にも袖にされた貢は、預けていた刀を喜助から受け取って帰ろうとするが…。右より三代目澤村田之助の油屋おこん、十三代目市村羽左衛門の料理人喜助、二代目澤村訥升の福岡貢。安政6年（1859年）6月江戸市村座、『緘合戯場画草紙』（とじあわせかぶきのえぞうし）。三代目歌川豊国画。

お紺が貢と縁を切るのを見ていた岩次たちは、ついにその正体をお紺に明かす。いままで阿波の侍徳島岩次と名乗っていたのはじつは藍玉屋北六、北六というのがじつは徳島岩次であった。岩次と北六の人相をよく知らぬ万次郎と貢を欺き、青江下坂の刀と折紙を奪い取るための計略だったのである。それを聞いたお紺は、岩次じつは北六にさらになびくようにみせながら問いたいことがあるという。「お前の懐に大事そうにしていやしゃんす袱紗包み、ありゃ何でござんすえ」というお紺。その袱紗包みの中身は万次郎から盗んだ青江下坂の折紙である。それはおおかたほかの女から貰った起請文だろう、「見せて下さんせ」とお紺はいうが大事な折紙、北六は見せるのをためらう。しかしついにはお紺がへそを曲げるので、致し方なく北六は折紙をお紺に渡した。お紺は中身を改めるため、階段を上って二階の座敷に入る。
万野が刀を持ってきた。喜助が間違えて岩次の刀を貢に渡したので、あとに残ったこの貢の刀が青江下坂、望み通り手に入ったと万野と岩次は喜ぶが、最前、肝心の刀の中身を取替えていた北六は仰天する。それを聞いた岩次と万野も慌てるが、万野は喜助を呼び、そ知らぬ様子で刀を間違えたから貢を追ってこの刀と取り替えてくるよう言いつけ、喜助は万野から渡された刀を持って出かけた。しかし喜助が貢の家来筋だと思い出した万野は、その喜助のあとを大急ぎで追ってゆく。
入れ違いに、貢が一散に走って油屋に戻ってきた。刀の拵えが違うのに気づいたのである。喜助と万野を呼ぶが出てこない。すると二階座敷の障子が開いて顔を出したのはお紺、貢に向かって巻紙を放り投げ、ふたたび障子を閉めた。貢が巻紙を取り上げてみると、巻紙の中に入っていたのは青江下坂の折紙。また巻紙には、貢につらく当たり縁切りしたように見せたのも、岩次たちを油断させて折紙を取り返すための偽りであり、岩次と北六は互いの名を取り替えて身分を偽っていたことが記されていた。貢はお紺の心遣いに感謝する。そこへ大慌てで万野が戻ってきた。貢を見て刀を奪おうとする万野、まだ刀の中身が替わったことを知らない貢はそっちこそ刀を返せと万野と争ううち、貢が刀を抜かずに鞘で万野を殴ると鞘が割れ万野は切られる。血が出て騒ぐ万野、それを貢は一刀のもとに切り万野は倒れる。岩次の一味である次郎助が万野の死骸に躓き、驚いて声を上げると貢に切りつけられて逃げる。
貢は自分の刀を探そうとし、そこに出てきた北六は斬り付けられて二階に逃げ、貢は北六を追いかける。二階にいたお鹿も貢に斬り殺される。貢は何かに取り付かれたように人々に手を負わせた。油屋のうちは大騒動となり、踊り子たちが逃げ惑う。
庭に出た貢は逃げようとする北六になおも斬りつけると、そこにはお紺がいた。お紺を見てやっと我に返った貢。お紺は貢を介抱するが、まだ動揺してものが言われぬ貢は、先にここから逃げろと顔で知らせる。それを泣きながら嫌がるお紺、しかし結局は貢に言われた通り先に逃げてゆく。あとには北六が血まみれになりながら「人殺しじゃ」と震えている。そこへ雷が鳴ったかと思うと激しい夕立となった。

### 四幕目
（福岡貢切腹の場）雨の中、油屋から逃げてきた次郎助は走りくたびれて休もうと、目に付いた家の物置に忍び込んだが、この家は鳥羽にある貢の伯母おみねの住いであった。雨はもう止み、夜が明けようとしている。
そこへもうひとり走ってきたのは貢である。油屋からここまで駆けて来た貢は門口に来ると、持っていた抜き身の刀を置いて傍にある井戸から水を汲み、返り血を浴びた刀と体を拭った。門を入ると誰じゃとおみねが出てくる。貢はすばやく刀を家の中の箪笥に隠した。
おみねより青江下坂の刀について問われた貢は、刀はすでに手に入れて万次郎に渡し、これより万次郎とともに阿波へ向うのだというしかなかった。それを信じたおみねは貢の雨に濡れた着物を着替えさせた。また今日は五月五日の端午の節句なので、そのために用意した膳を貢に出す。だがおみねは、濡れた着物を畳もうとしてあちこちに血が付いているのに気づく。さらに貢が落ち着かぬ様子で出された膳をかき込み立とうとする様子を見て、貢が人を斬って切腹する覚悟と悟った。
貢は、折紙を得るために岩次たちを油屋で斬ったことを打ち明けた。そこに藤浪左膳と万次郎が訪れる。万次郎は貢が青江下坂の刀を持っているとお岸より聞き、貢を探していたのである。早く刀を渡すようにと迫る左膳と万次郎、だが貢はまだ刀が岩次の刀と取り違えられたと思っており、なにを聞かれても返答に窮し物がいえない。その様子に左膳、万次郎、おみねは、刀がまたも奪われ、貢は所持していないと察した。三人は貢を責め、左膳と万次郎は去る。おみねも貢を家より追い出した。耐えかねた貢は、隙を見て最前箪笥に隠した刀を取り自らの腹に突っ込んだ。刀を喜助に取り違えられ、お紺の働きによって折紙は得たが肝心の刀を失い、それを探すため油屋で刃傷沙汰まで起こしたが見つからない。「所詮運命尽きたる貢、腹かっさばく覚悟でござったわいの」と、貢は泣きながらおみねに語るのであった。
そこに喜助が駆けつけ、「岩次が刀が、すなわち下坂の刀」と岩次（北六）が刀身をすり替えたいきさつを話す。万次郎と左膳も戻ってきた。そこで貢の腹から刀を抜いてその刃文をみれば、紛れもなく青江下坂。また貢を見て「気遣いない、急所は外れた。養生かなうぞ」と左膳がいう。刀も戻って「かたじない」と安堵する貢とおみね。すると林平が馬を引き、裃姿の侍や若党たちとともにやってきた。九郎右衛門より大学の押し込め隠居が決まり、万次郎は速やかに国許へ帰国せよとの知らせがあったことを林平は皆に伝える。今まで隠れていた次郎助が「万次郎、うぬを」と万次郎へかかろうとするが、貢が手にした青江下坂で次郎助は斬られ、万次郎はこの場で阿波に向けて出立するのであった。（以上あらすじは、『日本戯曲全集』第九巻所収の台本に拠った）

## 解説

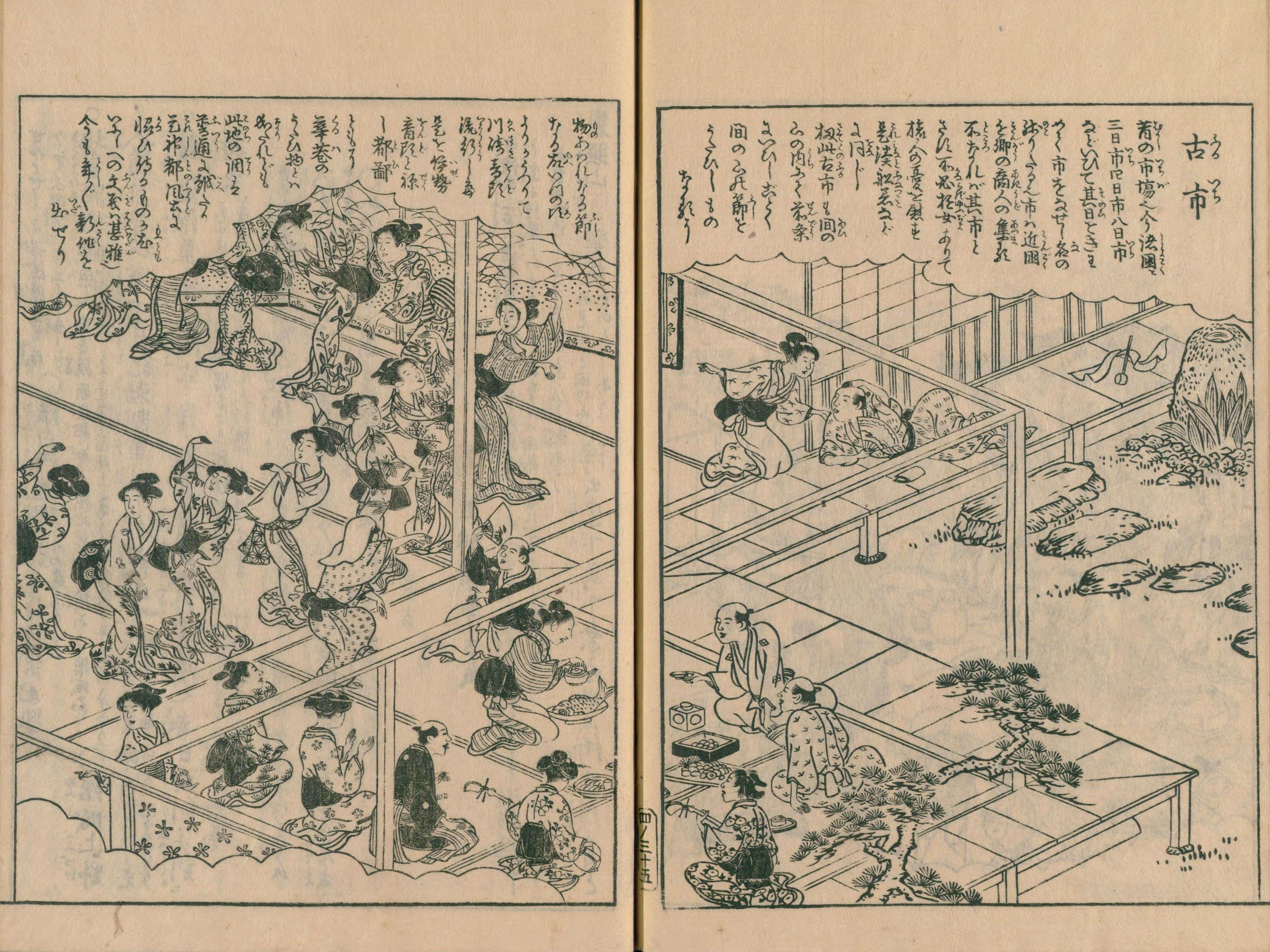
『伊勢参宮名所図会』巻之四より「古市」。酒を飲む客たちや踊り子たちが伊勢音頭を輪になって踊るなど、「油屋騒動」があった時代の古市遊郭の風情を伝えている。

寛政8年5月4日深夜のこと、伊勢古市の遊郭油屋で事件があった。宇治浦田町の医者孫福斎（まごふくいつき）が9人の者に刀で傷を負わせ、そのうち3人を死亡させた「油屋騒動」と呼ばれる殺傷事件である。孫福斎は油屋に来て遊女のお紺を相手に酒を飲んでいたが、お紺はほかの客の相手をするため席をはずした。斎はこれに腹を立て、自分の刀で油屋に勤める下女や下男、遊女、またお紺が中座して相手をしていた阿波の藍玉商人3人など次々に斬りつけたのである。お紺は油屋の裏口より表に出て難を逃れた。そのあと斎も油屋から逃げ、二日後の5月6日夜、宇治浦田町の神主藤波家に忍び入りそこで腹を切って喉を刀で突いた。しかしすぐには死ねず5月14日に絶命したという。当時の伊勢古市は伊勢神宮の参詣客を当て込んだ遊郭が軒を連ねており、油屋はそのひとつであった。
この「油屋騒動」は事件のわずか十日後に伊勢松坂の芝居で取り上げられ、『伊勢土産菖蒲刀』という外題で嵐三五郎が孫福斎にあたる役を演じた。さらに7月になって大坂で上演されたのが本作の『伊勢音頭恋寝刃』である。初演の時には「去し噂の青江下坂/十人切子の大座敷は」の角書きが外題についた。これもわずか三日で書き下ろされ舞台にかけられたいわゆる「一夜漬け」と呼ばれる芝居であり、内容は二幕目「太々講」に近松門左衛門作の『長町女腹切』から筋を借りるなどしているが、初演で好評を得て以降上演を繰り返している。また三代目坂東彦三郎が享和3年（1803年）に江戸河原崎座で福岡貢を演じてからは、江戸においても人気演目のひとつとなり、三代目尾上菊五郎も演じ五代目菊五郎、十五代目市村羽左衛門や六代目菊五郎へとその型が伝えられ現在に至る。ただし現在では三幕目の「油屋」だけがもっぱら一幕物の演目として上演されており、四幕目は三代目菊五郎が演じてのち上演が絶えている。
『伊勢音頭恋寝刃』は内容としてはお家騒動物に当るが、それよりも伊勢参りに関わる場所や風物を取り上げたところに特色がある。相の山（間の山）、二見が浦、古市の遊郭、御師や太々講、また外題にもなっている「伊勢音頭」など、いずれも当時の伊勢参りをする者にとっては、定番ともいうべき名所や風物であった。江戸時代の庶民にとってお伊勢参りといえば一生に一度は行ってみたい旅であり、そのために「講」という集まりが各地の村や町に作られ、その中で費用を積み立てて伊勢へと出かけた。「太々講」とは伊勢参りをするための「講」のことで「伊勢講」とも言い、二幕目は「太々神楽」の行なわれる御師福岡孫太夫の屋敷が舞台となっている。太々神楽は伊勢の御師の屋敷で行なわれる規模の大きな神楽のことであり、伊勢参りに来た「講」の人々が多額の金銭を御師に納めて行なう。彦太夫と正太夫が貢を陥れようと隠した百両とは、「講」より太々神楽を行うための費用として受け取ったものである。序幕から通して見ればお家騒動や油屋の十人斬りだけではなく、伊勢参りに関わるものを芝居の筋に絡めて脚色しているのがわかる。なお本作は幕府を憚るための常套として時代を鎌倉時代に仮託しているので、せりふに「鎌倉の執権職」とあったり、今田九郎右衛門が訴えをするために鎌倉（鎌倉幕府）へ行くことになっている。
序幕の「妙見町宿屋」と「二見が浦」のあいだには「追っかけ」というものがある。大蔵を追う林平に丈四郎も加わって、この三人が大学からの書状を取り合う様子を「赤いものに至りては」と始まる下座音楽を使い見せるもので、大蔵が地蔵に化けてやり過ごそうとしたり、丈四郎が井戸に隠れるなど滑稽なところを見せる。これは三代目菊五郎が演じたときに、それまでなかったのを付け加えたものである。

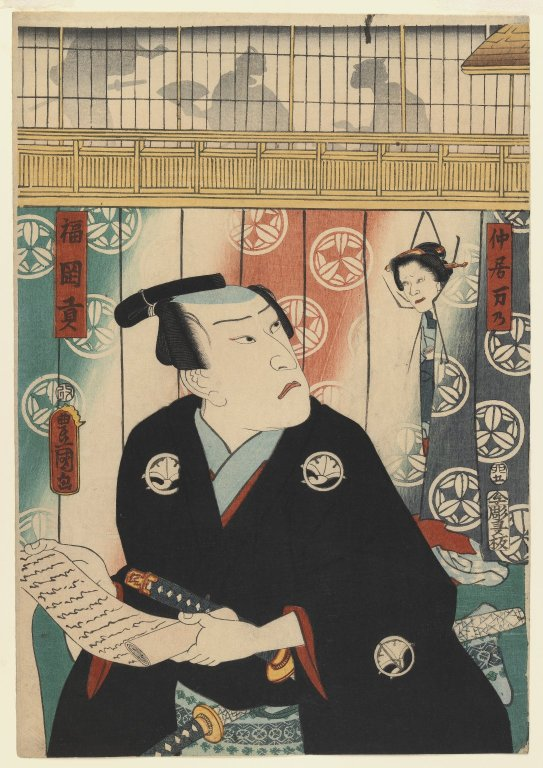
「油屋」　二代目片岡我童の福岡貢、暖簾より顔を出しているのは初代中山市蔵の仲居万野。安政2年（1855年）4月、江戸中村座。三代目豊国画。

「油屋」は、貢がお鹿に責められ万野たちにも罵られる。さらにお紺のいうことを真に受けかっとなり、油屋を出て行く「縁切り」の場面が見どころである。貢、万野、お鹿、それぞれの役者にとってしどころは多いが、お紺について「こうした縁切りは腹にないことをがまんして言うのですから、存外至難な業（わざ）です」と七代目澤村宗十郎は述べている。
また「油屋」では青江下坂の刀が目まぐるしく動く。貢が青江下坂の刀を差して油屋に来る。それを岩次（じつは北六）が自分の刀と中身をすり替えたことで、拵え（刀の外装）は変わらないが、貢の刀は中身が青江下坂ではない岩次の刀、岩次の刀の中身が青江下坂になる。この刀身のすり替えを見た喜助は、青江下坂が岩次の手に渡らぬようにするため、貢にわざと岩次の刀を渡した。青江下坂は貢の手に戻るがそんな事情を知らぬ貢は、油屋から帰る途中で刀の拵えが自分の差してきた刀とは違うと気付き急いで油屋に戻り、そのあと万野をはじめとした油屋での十人斬りとなる。逆上しているところに大事の青江下坂が他人の刀と取り違えられたと思いさらに苛立ち、また二幕目で伯母おみねが語っているように、青江下坂の刀は貢の家にとっては因縁のある呪われた刀であり、そうした事が絡み合って貢が油屋で多くの者に刃傷に及ぶとしている。
現行では貢が万野たちを斬ったあと座敷から奥庭へと舞台が変わり、踊り子たちが舞台正面にあつらえた廊下に並んで伊勢音頭を踊っている。これは五代目菊五郎が演じたときに加えたもので、それ以前はなかったという。踊り子たちが騒ぎに驚いて逃げ、花道から出てきた貢がなおも人を斬る（上方系の型では、上手に設けた丸窓を破って出てくることもある）。お紺が出て貢はやっと正気を取り戻すが、人を殺した申し訳に腹を切ろうとする。そこへ喜助が駆けつけ「その刀が正真の下坂でござります」というので、貢が持った刀を改めると青江下坂、そのとき若い者がからむのを貢が斬り捨て、貢を真ん中にお紺が上手、刀の血を拭う喜助が下手になって幕となる。これは四幕目を出さないので、「油屋」の最後で青江下坂の刀だとわかるようにしたのである。
『伊勢音頭恋寝刃』は人形浄瑠璃としても上演されており、これは天保9年（1838年）7月、大坂の稲荷社内東芝居において初演された。このときの構成は松原の段、十内住家の段、福岡屋敷の段、二見が浦の段、油屋の段となっており作者は不明、これらの段を収めた浄瑠璃本は版行されていない。近代以降に稽古本として端場（段の最初の部分）のない「あとにお紺はうっとりと」で始まる油屋の段だけが版行・翻刻されており、これが現在文楽で『伊勢音頭恋寝刃』として上演されている。

## 初演の時の主な役割
- 福岡貢…二代目中山文七
- お紺…初代芳沢いろは
- 正直正太夫、仲居万野（二役）…中山文五郎
- 今田万次郎…坂東重太郎
- 奴林平…藤川八蔵
- 猿田彦太夫、次郎助（二役）…嵐傳五郎
- 榊…榊山ひな松
- お岸…花桐富松
- 安達大蔵、お鹿（二役）…柴崎多人　※『日本戯曲全集』本文の役名では「横山大蔵」となっている。
- 徳島岩次…三舛松五郎
- 徳島岩次じつは藍玉屋北六…山村儀右衛門
- 料理人喜助…二代目嵐雛助
- 藤浪左膳…関三右衛門
- 貢の伯母おみね…山下金作